# Mathematical Sciences Publishers
Mathematical Sciences Publishers (MPS) is een kleine uitgeverij van wetenschappelijke tijdschriften op het gebied van de wiskunde. Het is een organisatie zonder winstoogmerk, die gevestigd is in een kantoor van de afdeling wiskunde van de Universiteit van Californië - Berkeley.
MPS is uitgever of distributeur van de volgende tijdschriften:
- Algebra & Number Theory
- Algebraic & Geometric Topology
- Analysis & PDE
- Communications in Applied Mathematics and Computational Science
- Geometry & Topology
- Involve, a Journal of Mathematics
- Journal of Mechanics of Materials and Structures
- Pacific Journal of Mathematics
- Seismic Isolation and Protection Systems
- Mathematics and Mechanics of Complex Systems
- Annals of Mathematics (distributeur)